# Lawe Hijo Metuah
Lawe Hijo Metuah is een bestuurslaag in het regentschap Aceh Tenggara van de provincie Atjeh, Indonesië. Lawe Hijo Metuah telt 187 inwoners (volkstelling 2010).